# Karl-Erik Boman
Karl-Erik Boman, född 26 januari 1913 i Stockholm, död 31 januari 1981, var en svensk konstnär.
Han var son till tjänstemannen Erik Boman och Astrid Andersson och från 1948 gift med Ilona Donáth. Boman studerade konst för Otte Sköld 1937 och Signe Barth 1943 samt under studieresor till Frankrike. Österrike och Ungern. Tillsammans med Sune Tjellander och Sam Wallin ställde han ut på Galerie S:t Lucas i Stockholm 1944 och tillsammans med sin maka och Åke W. Andersson i Eskilstuna 1948. Hans konst består av stilleben, figursaker och landskapsmålningar i olja eller pastell. Boman är representerad vid Nationalmuseum och Moderna museet i Stockholm.